# Элленберг (Вюртемберг)
Элленберг (нем. Ellenberg) — община в Германии, в земле Баден-Вюртемберг.
Подчиняется административному округу Штутгарт. Входит в состав района Восточный Альб. Население составляет 1694 человека (на 31 декабря 2010 года). Занимает площадь 30,17 км².